# 孟祥伟
孟祥伟（1966年6月—），河北赵县人，中华人民共和国政治人物。长期在河北省任职，後调任湖北省担任中共咸宁市委书记、现任中共武汉市委副书记。

## 生平
1985年9月，孟祥伟考入兰州大学新闻学系新闻学专业学习。1989年7月，大学毕业后的孟祥伟回到家乡，任赵县沙河店镇政府乡镇企业助理、民政助理。1989年9月，借调赵县纪委、县委宣传部帮助工作。1990年12月，加入中国共产党。1992年11月，任河北经济日报社助理编辑。1993年3月，任河北经济日报社总编辑助理。1994年8月，进入河北省委办公厅，任秘书二处秘书，保障省委常委、秘书长栗战书工作，先后从正科级明确到正处级。1998年8月至1999年3月，在栗战书调任陕西后，孟祥伟也曾短暂在陕西省委办公厅工作。1999年3月，他回到河北，在河北省委办公厅法规处帮助工作。
1999年12月，孟祥伟外放到徐水县任县委副书记，保留正处级待遇。2000年5月前，兼任徐水县委政法委书记。2001年6月，调任阜平县委副书记、代县长、县长。2005年4月，升任阜平县委书记。孟祥伟到任阜平时，该县的财政收入不足3000万，并欠债1.8亿。7年后，孟祥伟使该县还清债款，县财政收入达到上亿元。但也招致挪用“以工代赈”扶贫款400多万的批评。2008年4月，任保定市副市长。2009年8月，兼任保定市委政法委副书记。期间，他于2006年至2010年在河北工业大学管理学院管理科学与工程专业在职学习，获管理学博士学位。2010年8月，任河北省政府副秘书长、办公厅党组成员。2013年2月，调任邢台市委副书记、代市长、市长。2015年9月，升任秦皇岛市委书记。
2019年12月，中组部组织开展跨省、区、市交流干部任职，多位地级市委书记跨省调动。孟祥伟也在这一轮调整中调任湖北省咸宁市委书记。上任不久后新冠肺炎疫情爆发，在全市努力下，咸宁成为湖北首个在院患者清零的地级市。2024年10月，他卸任中共咸宁市委书记职务，转任中共武汉市委副书记。